# 昌隆河
昌隆河，是印度河支流什約克河的支流羌臣摩河的二級支流，發源於新疆維吾爾自治區和田地區和田縣南部阿克賽欽地區（中印邊界爭議地區，現由中國控制）的長平嶺西麓。幹流先向西流，後轉向南流再轉向東南流，於溫泉附近納左側源自溫泉達坂附近的支流後，轉向西南流。不久進入印度拉達克中央直轄區（印巴邊界爭議地區，現由印度控制），隨後注入羌臣摩河的支流空朗昌波河。空朗昌波河向東南流至基阿姆溫泉附近，注入由東向西流的羌臣摩河。